# Brovès
Brovès est une ancienne commune française, située dans le département du Var en région Provence-Alpes-Côte d'Azur.
La commune a été supprimée par décret du 4 août 1970, lors de la création du camp militaire de Canjuers et son chef-lieu est devenu un hameau abandonné. Les habitants du village ont été relogés dans un nouveau hameau construit dans la commune voisine de Seillans, qui englobe désormais une partie de l'ancien territoire communal de Brovès.

## Géographie
Le village se situe sur le plan de Canjuers, au nord-est du département du Var, à environ 840 mètres d'altitude, en fond de bassin endoréique. Il se situe à quelques dizaines de mètres de la route départementale 25 qui relie Bargème à Bargemon, sur laquelle il est possible de rouler mais pas de s'arrêter.
Avant sa suppression, la commune avait une superficie de 34,81 km2.

## Histoire
Décidée en 1963, la création du camp de Canjuers entraîne la suppression de la commune par décret du 4 août 1970. La mairie est fermée le 10 août suivant et le territoire de la commune de Brovès rattaché à celui de Seillans. Le village est progressivement évacué et laissé à l'abandon en 1974. Le bureau de poste est définitivement fermé le 31 mai 1974, et la cabine téléphonique du village est coupée à la même date (Bulletin Régional des Télécommunications Provence - Côte d'Azur - Corse no 62 du 20 mai 1974). Les habitants sont alors relogés dans un hameau appelé Brovès-en-Seillans, construit plus en vallée, sur le territoire de Seillans. L'accès au village est depuis interdit au public, comme l'ensemble du camp. Les anciens habitants du village ont l'autorisation d'y revenir une fois par an, le lundi de Pentecôte, pour y partager un pique-nique. Les toitures en tuile du village ont été remplacées par des tôles de couleur rouge.

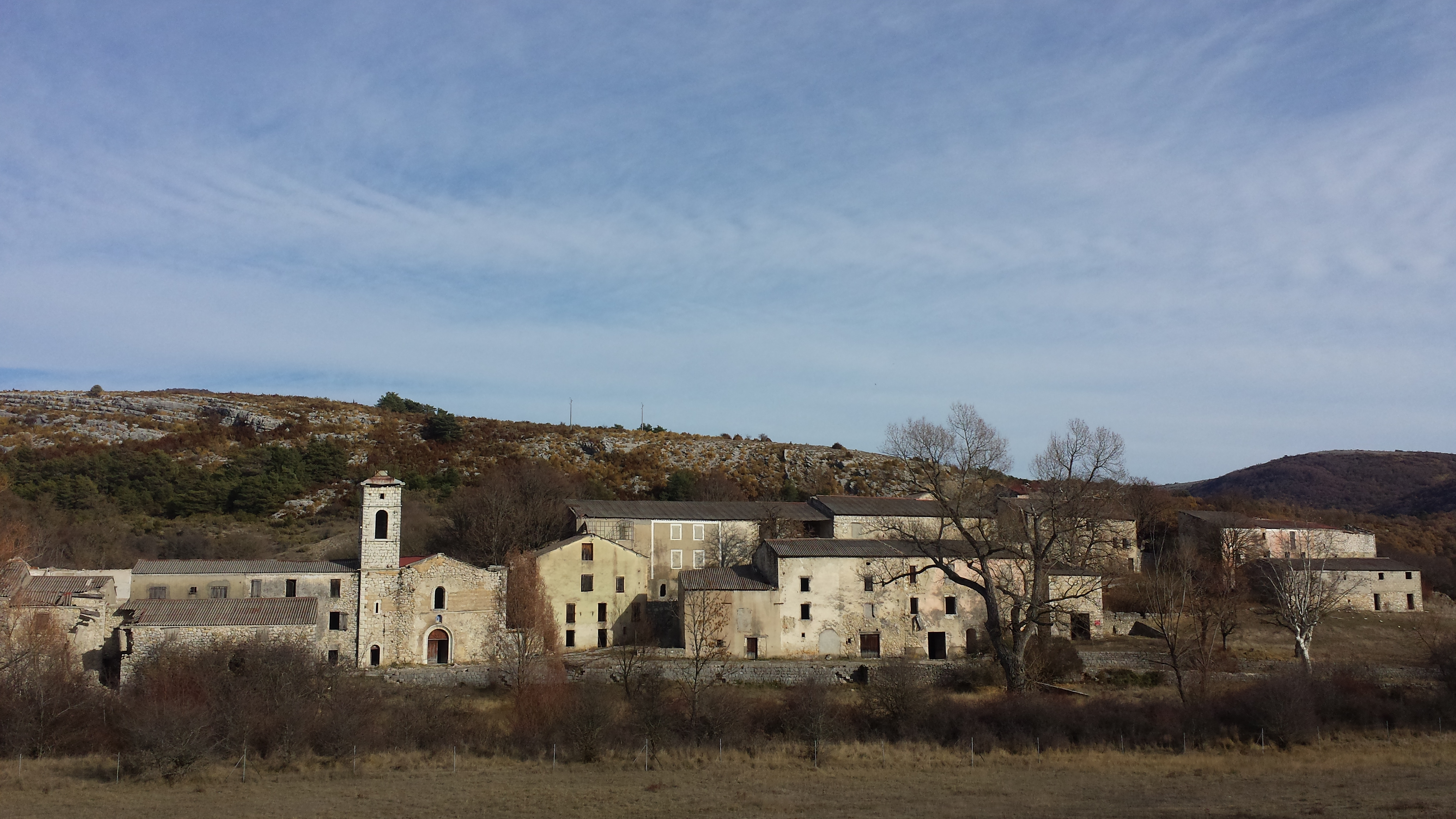
Vue du village depuis la route départementale.

Le film de Gérard Oury Le Schpountz y a été tourné.

## Démographie
| 1733 | 1793 | 1800 | 1806 | 1821 | 1831 | 1836 | 1841 | 1846 |
| ---- | ---- | ---- | ---- | ---- | ---- | ---- | ---- | ---- |
| 300  | 225  | 162  | 232  | 260  | 283  | 338  | 319  | 339  |

| 1851 | 1856 | 1861 | 1866 | 1872 | 1876 | 1881 | 1886 | 1891 |
| ---- | ---- | ---- | ---- | ---- | ---- | ---- | ---- | ---- |
| 316  | 326  | 329  | 298  | 293  | 286  | 286  | 296  | 246  |

| 1896 | 1901 | 1906 | 1911 | 1921 | 1926 | 1931 | 1936 | 1946 |
| ---- | ---- | ---- | ---- | ---- | ---- | ---- | ---- | ---- |
| 225  | 216  | 212  | 185  | 165  | 149  | 129  | 114  | 109  |

| 1954 | 1962 | 1968 | - | - | - | - | - | - |
| ---- | ---- | ---- | - | - | - | - | - | - |
| 103  | 85   | 71   | - | - | - | - | - | - |

Histogramme

(élaboration graphique par Wikipédia)